# 周文博
周文博（?—）籍贯不详，保钓运动人士。

## 生平
2003年5月19日，冯锦华、张立昆、李南、牛力丕、周文博5人在网上发出《中国保钓行动登岛志愿者召集正式开始》的公告，征集志愿者出海保钓。接受报名的网站还明示：“本次保钓行动召集的志愿者在本次活动结束后自行解散；所有保钓志愿者的资料都将自愿接受相关部门检查。”冯锦华的实名求援信在爱盟网的点击率极高，捐款者超过一千人。2003年6月22日晨，载有15位中国内地及香港保钓人士的“浙玉渔1980”号渔船自浙江省玉环县黄门港启程开赴钓鱼岛。6月23日，在日本海上保安厅8艘军舰和多架飞机的包围下，该渔船未能驶抵钓鱼岛，被迫返航，6月24日回到玉环县码头。
2003年10月7日，保钓船闽龙渔F861号自福建厦门东渡渔港启航，于10月9日凌晨与台湾保钓船新航166号会合，此后共同驶往钓鱼岛，但遭到日本海上保安厅拦截，被迫返航。在此次行动中，周文博等7人负责厦门方面的岸上协调工作。此次自厦门港出海者共有10人（另有6位福建船工），其中台湾保钓人士1名：台湾保钓行动小组执行长黄锡麟；香港保钓组织成员5人：朱幼麟（香港立法会议员、全国人大代表）、罗就（香港保钓行动委员会副主席）、郑志坤、陈裕南、王国豪；大陆民间保钓人士4人：张立昆（天津）、李义强（厦门）、方卫强（浙江）、殷敏洪（湖南）。保钓人士于10月8日下午发表《海峡两岸与香港联合出海保钓声明》。